# Gardes-le-Pontaroux
Gardes-le-Pontaroux is een voormalige gemeente in het Franse departement Charente in de regio Nouvelle-Aquitaine en telt 263 inwoners (2005). De plaats maakt deel uit van het arrondissement Angoulême.

## Geschiedenis
Gardes-le-Pontaroux is op 1 januari 2025 gefuseerd met Magnac-Lavalette-Villars tot de gemeente Magnac-lès-Gardes.

## Geografie
De oppervlakte van Gardes-le-Pontaroux bedraagt 13,4 km², de bevolkingsdichtheid is 19,6 inwoners per km².
De onderstaande kaart toont de ligging van Gardes-le-Pontaroux met de belangrijkste infrastructuur en aangrenzende gemeenten.

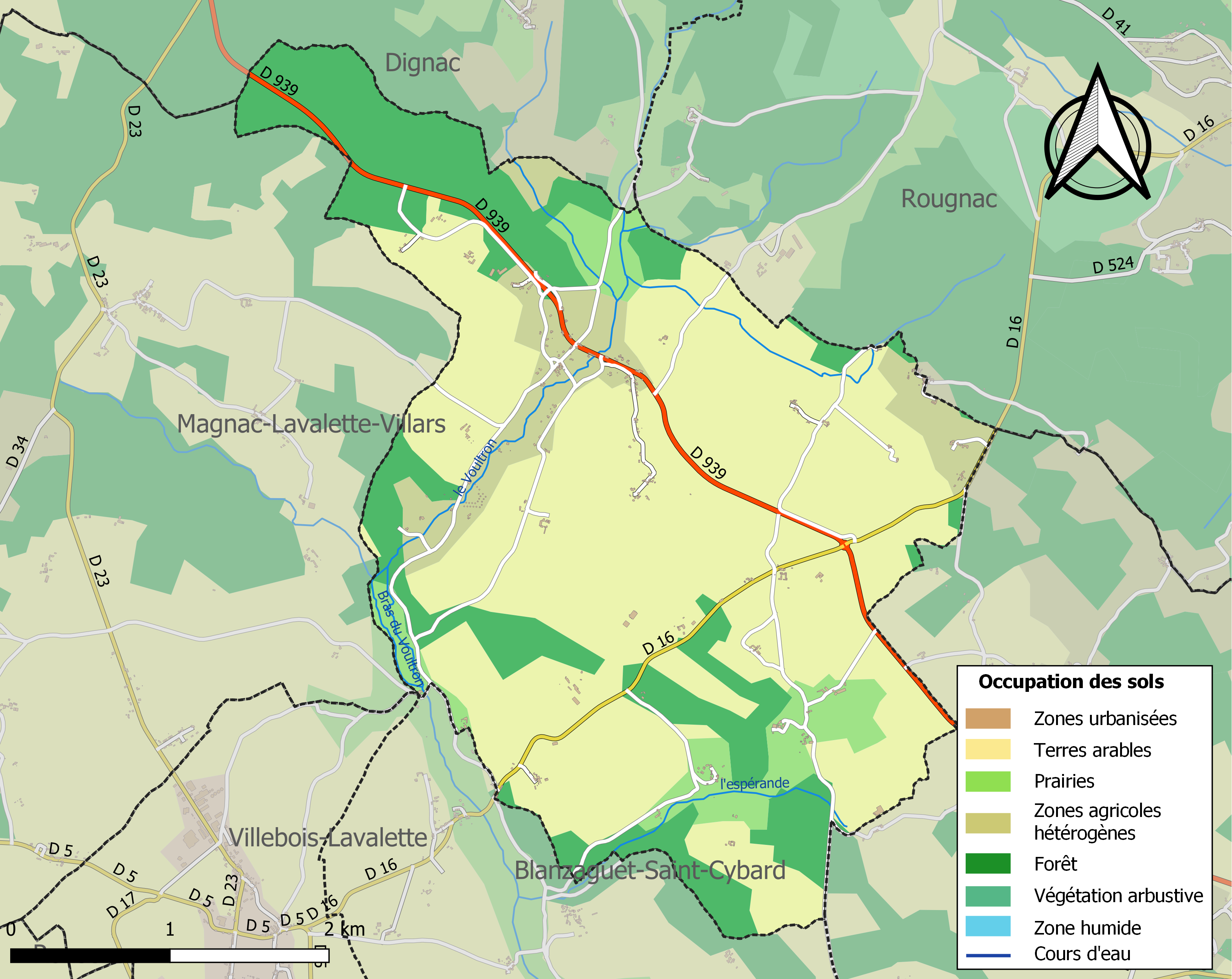

## Demografie
Onderstaande figuur toont het verloop van het inwonertal.